# 위쳐

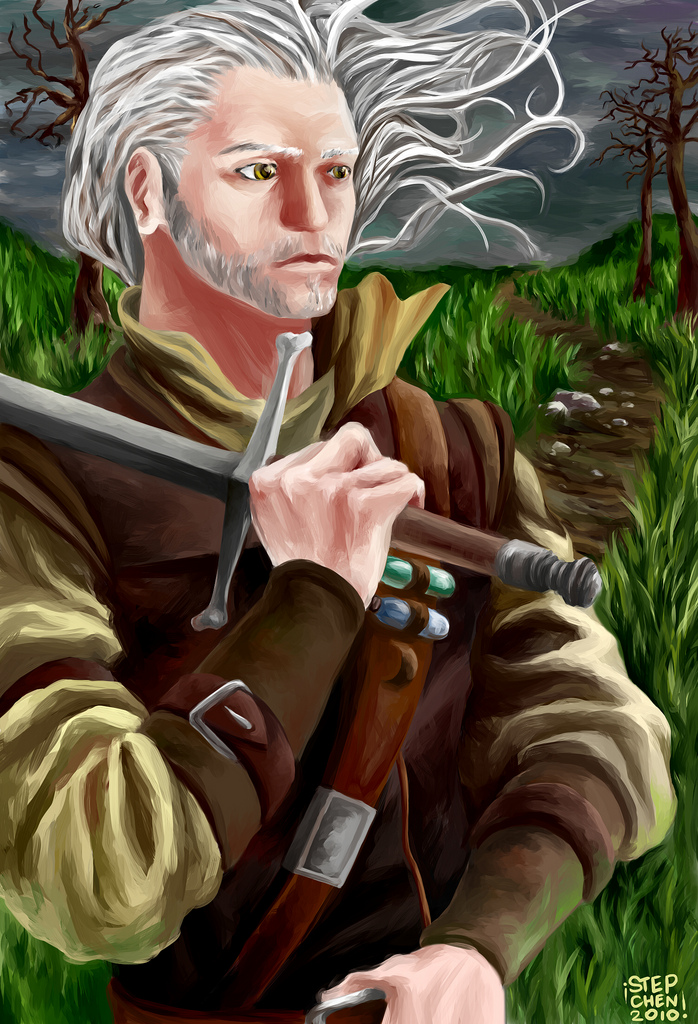

《위쳐》(영어: The Witcher, 폴란드어: Wiedźmin)는 폴란드의 작가 안제이 사프코프스키의 판타지 소설 시리즈이다. 비디오 게임 《더 위처》의 원작소설이다.

## 시리즈
- 《이성의 목소리》 (Ostatnie życzenie, 1993)
- 《운명의 검》 (Miecz przeznaczenia, 1992)
- Czas pogardy (1995)
- Chrzest ognia (1996)
- Wieża Jaskółki (1997)
- Pani Jeziora (1999)

## 한국 출판
| 제목               | 저자              | 출판사     | 출간일     | 쪽  | 판형 | ISBN-13           |
| ------------------ | ----------------- | ---------- | ---------- | --- | ---- | ----------------- |
| 위쳐 이성의 목소리 | 안제이 사프콥스키 | 제우미디어 | 2011-10-15 | 432 |      | 978-89-5952-239-2 |
| 위쳐 운명의 검 상  | 안제이 사프콥스키 | 제우미디어 | 2013-12-30 | 291 |      | 978-89-5952-296-5 |
| 위쳐 운명의 검 하  | 안제이 사프콥스키 | 제우미디어 | 2014-04-10 | 308 |      | 978-89-5952-309-2 |

## 같이 보기
- 위처 비디오 게임 시리즈
  - 더 위처
  - 더 위처 2: 왕들의 암살자
  - 더 위처 3: 와일드 헌트

- 위쳐 (드라마)
- 위쳐: 블러드 오리진